# Múcsony
Múcsony è un comune dell'Ungheria di 3.486 abitanti (dati 2001) . È situato nella contea di Borsod-Abaúj-Zemplén.